# Тайна Коко
«Та́йна Коко́» (англ. Coco) — американский анимационный фильм в жанре фэнтези с элементами комедийной драмы, снятый студией Pixar Animation Studios и выпущенный компанией Walt Disney Pictures в 2017 году. Режиссёром фильма выступил Ли Анкрич, сорежиссёром — Эдриан Молина, продюсером — Дарла Кей Андерсон. Сценарий написали Молина и Мэтью Олдрич. История была разработана Анкричем, Молиной, Олдричем и Джейсоном Кацем на основе оригинальной идеи Анкрича. В фильме озвучивали Энтони Гонсалес, Гаэль Гарсия Берналь, Бенджамин Брэтт, Аланна Юбак, Рене Виктор, Ана Офелия Мургуия и Эдвард Джеймс Олмос. История рассказывает о 12-летнем мальчике из Мексики по имени Мигель (Гонсалес), который случайно попадает в Страну мёртвых, где он обращается за помощью к своему прапрадеду-музыканту, чтобы тот помог ему вернуться в семью и снять запрет на музыку.
Концепция мультфильма «Тайна Коко» вдохновлена мексиканским праздником Днём мёртвых. Студия Pixar начала разработку анимации в 2016 году. Анкрич, Молина, Андерсон и некоторые члены съёмочной группы посетили Мексику для исследований. Музыку написал композитор Майкл Джаккино, работавший над предыдущими анимационными фильмами Pixar. При стоимости в 175–225 миллионов долларов «Тайна Коко» стала первым фильмом с девятизначным бюджетом, в котором весь основной актёрский состав — латиноамериканцы.
Премьера «Тайны Коко» состоялась 20 октября 2017 года во время Международного кинофестиваля в Морелии, Мексика. Фильм вышел в прокат в Мексике на следующей неделе, за выходные до Дня мёртвых, а в США — 22 ноября 2017 года. Фильм получил признание за свою анимацию, озвучку, музыку, визуальные эффекты, эмоциональную историю и уважение к мексиканской культуре. Фильм собрал в мировом прокате более 814 миллионов долларов, став 15-м самым кассовым анимационным фильмом в истории на момент выхода. «Тайна Коко» получила две награды на 90-й церемонии вручения премии «Оскар» и множество других наград — в категориях «Лучший анимационный полнометражный фильм» и «Лучшая песня к фильму» («Remember Me», музыка и слова Кристен Андерсон-Лопес и Роберта Лопеса). Национальный совет кинокритиков США признал фильм лучшим анимационным фильмом 2017 года. В настоящее время разрабатывается сиквел под названием «Тайна Коко 2».

## Сюжет
В вымышленном мексиканском провинциальном городке Санта-Сесилия, 12-летний мальчик по имени Мигель Ривера мечтает стать музыкантом, но в его семье музыка — строжайшее табу из-за того, что почти 100 лет назад супруг прапрабабушки Мигеля Имельды бросил её с маленькой дочерью ради того, чтобы стать популярным композитором, и не вернулся. Тогда Имельда буквально «выбросила» всю музыку из своей жизни и занялась обувным делом, которому она обучила своих родных, создав семейный бизнес.
Мигель живёт в семье, где все, включая прабабушку Коко, сапожники. Сам Мигель обожает Эрнесто де ла Круса, музыкальную легенду Санта-Сесилии, погибшего из-за падения колокола во время представления, и втайне от родных учится играть на самодельной гитаре, просматривая фильмы с участием своего кумира. Накануне Дня мёртвых мальчик случайно разбивает рамку с фотографией, на которой изображены маленькая Коко с матерью и отцом (часть фотографии, где должно быть лицо которого, оторвана), и вдруг замечает, что часть фотографии согнута, и на спрятанном кусочке изображена белоснежная гитара де ла Круса.
Решив, что Эрнесто — его прапрадедушка, Мигель решает участвовать в праздничном шоу талантов вопреки запретам родных. Он тайно проникает в мавзолей де ла Круса и крадёт его гитару для участия в шоу, поскольку самодельную сломала бабушка Елена, разозлившись на внука за непослушание. Но стоило Мигелю сыграть аккорд, как он тут же начинает видеть мёртвых, а сам становится невидимым и неосязаемым для обычных людей. Давно ушедшие в мир иной родные находят мальчика, провожают его в Мир Мёртвых по мосту из лепестков бархатцев, который каждый год появляется в День мёртвых, чтобы покойники могли увидеть своих живых родственников. Когда Мигель встретился с прапрабабушкой Имельдой, оказалось, что она не может перейти по мосту, поскольку её фотография не присутствует на памятном алтаре, а осталась у мальчика. Также выяснилось, что если Мигель не вернётся в Мир Живых до рассвета, то сам станет скелетом и навсегда останется в Мире Мёртвых. Чтобы вернуться, Мигелю необходимо получить благословение от родных. Имельда готова благословить его с условием, что вернувшись, Мигель забросит своё увлечение музыкой, но мальчик отказывается, решив отыскать Эрнесто и попросить благословение у него.
Сбежав от родных, Мигель случайно встречает Гектора, неопрятного вида скелета, который соглашается помочь мальчику встретиться с де ла Крусом с условием, что в Мире Живых он покажет фотографию Гектора его дочери, пока та совсем его не забыла, ибо если в Мире Живых о покойнике забыли или умер последний, кто знал его при жизни, то в Мире Мёртвых он «умирает навсегда», растворяясь в лепестках. Загримировав Мигеля под скелета, Гектор помогает ему в участии на шоу талантов, где главный приз — встреча с де ла Крусом, но семья Мигеля находит их, и мальчику снова приходится убегать. Тогда он тайком пробирается в поместье Эрнесто, где тот принимает мальчика в качестве потомка, но, вновь встретившись с Гектором, Мигель узнает, что при жизни Гектор и Эрнесто выступали дуэтом, что знаменитая гитара и все песни, авторство которых де ла Крус приписывал себе, на самом деле принадлежат Гектору, и что когда он заявил, что бросает музыку ради семьи, Эрнесто отравил его и обокрал, а сам стал звездой Мексики.
Испугавшись за свою репутацию, Эрнесто крадёт фотографию и приказывает охране бросить Мигеля и Гектора в сенот. Там мальчик узнает, что на самом деле Гектор — муж Имельды и отец бабули Коко, а это значит, что он его прапрадедушка. Более того протагонист узнаёт, что Гектор написал песню «Не забывай» для своей дочери, как колыбельную. После того как Имельда и родственники спасли пленников из пещеры, Мигель рассказывает правду, Имельда и Гектор воссоединяются, и все вместе благодаря Фриде Кало проникают за кулисы во время концерта де ла Круса, чтобы вернуть фотографию Гектора. Мигелю удалось раскрыть публике преступления Эрнесто и схватить фотографию своего настоящего прапрадеда. Эрнесто выбрасывает мальчика за пределы сцены, но его в последнюю секунду спасает ягуар-алебрихе Имельды. Мигель не успевает схватить фотографию, и та падаёт в воду и тонет. Эрнесто возвращается на сцену, чтобы продолжить свой прерванный концерт, но зрители начинают унижать его, а алебрихе Имельды бросает бывшую звезду со сцены прямо под падающий колокол.
Рассвет близится, а жизненные силы и память Коко исчезают с каждой минутой; Гектор и Имельда благословляют Мигеля, и он возвращается в Мир Живых. Вернувшись домой, первым делом Мигель начинает петь прабабушке ту самую песню Гектора. Женщина вспоминает об отце и достает из тумбы оторванный фрагмент фотографии, на котором изображено лицо Гектора. После этого Коко рассказывает истории про своих родителей, тем самым спасая своего родного отца от забвения и окончательно снимая табу с музыки в семье Ривера.
Год спустя Мигель становится старшим братом для маленькой Коко, названной в честь скончавшейся прабабушки. Письма, которые Гектор посылал дочери, становятся достопримечательностью Санта-Сесилии, а мавзолей де ла Круса забрасывается. Гектор, Имельда и Коко проходят по мосту в Мир Живых, где в окружении родных выступает Мигель, исполняя песню собственного сочинения и тем самым возрождая забытое в семье искусство.

## Персонажи
- Мигель Ривера (исп. Miguel Rivera) — протагонист фильма и 12-летний начинающий музыкант, борющийся против семейного запрета на музыку. Когда случай приводит его в Мир Мёртвых, Мигель отправляется на поиски своего, как он вначале ошибочно полагает, прапрадедушки Эрнесто де ла Круса, чтобы тот помог ему вернуться в Мир Живых, пока не поздно.
- Гектор (исп. Héctor) — дейтерагонист, который пытается помочь Мигелю вернуться в Мир Живых, потому что знает, что в Мире Мёртвых ему самому осталось недолго, поскольку родная дочь начала забывать его. Оказывается настоящим прапрадедушкой Мигеля. Был убит своим лучшим другом Эрнесто де ла Крусом, который после смерти Гектора присвоил всё его творчество себе.
- Эрнесто де ла Крус (исп. Ernesto de la Cruz) — главный антагонист мультфильма, хотя сначала играет роль положительного персонажа, самый известный музыкант в истории Мексики, почитаемый фанатами по всему миру до своей безвременной кончины (да и после неё), а также кумир Мигеля. Обаятельный и харизматичный музыкант ещё более любим в Мире Мёртвых, но под этой личиной скрывается обманщик и убийца, готовый на всё ради выгоды.
- Бабушка Имельда (исп. Mamá Imelda) — прапрабабушка Мигеля и матриарх семьи Ривера, которая ввела запрет на музыку в семье. Мигель встречает Имельду в Мире Мёртвых и обнаруживает, что она не разделяет его страсть к музыке из-за того, что при жизни супруг оставил их с дочерью на произвол судьбы. Её алебрихе — огромный крылатый ягуар по кличке Пепита.
- Бабулита Елена (исп. Abuelita Elena) — суровая, ворчливая и вспыльчивая, но заботливая бабушка Мигеля. Она очень любит свою семью и делает всё, чтобы защитить её. Поддерживает старый фамильный запрет на музыку — более того, именно из-за неё он процветает даже после смерти Имельды, которую Елена крайне почитала и на которую всегда равнялась.
- Бабушка Коко (исп. Mamá Coco) — прабабушка Мигеля. Она очень пожилая и хрупкая, а также страдает болезнью Альцгеймера, но это не мешает правнуку делиться с ней своими ежедневными приключениями, а всей остальной семье — безмерно любить и уважать её. В конце фильма умирает.
- Ворчун (исп. Chicharrón) — ворчливый и злопамятный друг Гектора, который, к сожалению, оказался забыт. Это самое незавидное положение в Мире Мёртвых.
- Папа Энрике (исп. Papá Enrique) — заботливый отец Мигеля, который надеется, что когда-нибудь его сын присоединится к обувному бизнесу семьи Ривера.
- Мама Луиза (исп. Mamá Luisa) — любящая мать Мигеля, мягко поощряющая своего сына к принятию семейных традиций. На момент фильма была беременна, а в конце фильма родила дочку.
- Дядя Берто (исп. Tío Berto) — дядя Мигеля по отцовской линии, старший брат Энрике и работяга обувного бизнеса семьи Ривера.
- Тётя Росита (исп. Tía Rosita) — покойная двоюродная прабабушка Мигеля, проживающая в Мире Мёртвых. Сестра дедушки Хулио.
- Тётя Виктория (исп. Tía Victoria) — покойная двоюродная бабушка Мигеля, проживающая в Мире Мёртвых. Старшая сестра бабулиты Елены.
- Дедушка Хулио (исп. Papá Julio) — покойный прадед Мигеля, проживающий в Мире мёртвых.
- Дедушка Оскар / Дедушка Фелипе (исп. Tío Oscar / Tío Felipe) — идентичные близнецы, братья бабушки Имельды, покойные двоюродные прапрадеды Мигеля.
- Мариачи (исп. Mariachi) — дружелюбные музыканты, которых встречает Мигель в Санта-Сесилия-Плаза.
- Данте (исп. Dante) — пёс породы ксоло. Верный, но не в меру любящий поесть, довольно неуклюжий друг Мигеля. После приключений может переходить из Мира Живых в Мир Мёртвых в качестве проводника душ, как и другие животные.
- Фрида Кало (исп. Frida Kahlo) — известнейшая мексиканская художница-экспрессионист. В Мире Мёртвых занимает должность режиссёра-постановщика представлений де ла Круса.

## Роли озвучивали
- Энтони Гонсалес[англ.] — Мигель Ривера
- Гаэль Гарсиа Берналь — Гектор
- Бенджамин Брэтт — Эрнесто де ла Крус
- Аланна Юбак — бабушка Имельда
- Рене Виктор — Бабулита Елена
- Хайме Камил — Энрике, папа Мигеля
- Альфонсо Арау — дедушка Хулио
- Херберт Сигуэнса[англ.] — дяди Оскар и Фелипе
- Габриэль Иглесиас[англ.] — клерк
- Ломбардо Бойяр[англ.] — мариачи / Густаво
- Ана Офелия Мургия — бабушка Коко
- Наталия Кордова-Бакли — Фрида Кало
- Селене Луна[англ.] — тётя Росита
- Эдвард Джеймс Олмос — Чичаррон
- София Эспиноса[англ.] — Луиза, мама Мигеля
- Карла Медина[англ.] — агент выездов
- Дайана Ортелли — тётя Виктория
- Луис Вальдес[англ.] — дядя Берто / дон Идальго
- Бланка Арасели — конферансье
- Сальвадор Райс — таможенник
- Чич Марин — полицейский в участке
- Октавио Солис[англ.] — агент прибытий
- Джон Ратценбергер[англ.] — Хуан Ортодонсия

## Создание

### Предыстория
В апреле 2012 года на мероприятии CinemaCon Джон Лассетер, CEO студий Pixar, анонсировал проект, основанный на мексиканском празднике День мёртвых. Постановкой анимационной ленты займётся Ли Анкрич, а продюсером выступит Дарла К. Андерсон. Ли Анкрич первым подкинул идею о создании мультфильма ещё в 2010 году, когда в прокат вышла «История игрушек: Большой побег». В мае 2013 года Disney подал заявку в ведомство США по патентам и товарным знакам для обеспечения фразы «Día de los Muertos» или «День мёртвых» на нескольких платформах. Эта новость вызвала мгновенную и суровую реакцию от латиноамериканского сообщества.

### Пре-продакшн
Команда Pixar совершила несколько поездок в Мексику, чтобы помочь с определением персонажей и историей «Тайны Коко». Анкрич сказал: «Я видел, как это выглядело в народном искусстве. Это было нечто, связанное с сопоставлением скелетов в празднично-ярких цветах, которые захватили моё воображение. Это привело меня к извилистому пути открытия. И чем больше я узнаю о Дне мёртвых, тем глубже он влияет на меня».

### Анимация
13 апреля 2016 года Анкрич объявил о старте производства мультфильма.
При работе над изображением города Санта-Сесилия аниматоры ориентировались на реальные мексиканские деревни. По словам Берта Берри, художественного руководителя фильма, Санта-Сесилия должна была выглядеть как старый очаровательный город. Крис Бернарди, режиссёр съёмочной площадки, рассказал, что город сделан маленьким, чтобы Мигель чувствовал себя взаперти.
Анкрич хотел сделать Мир мёртвых логичным и продуманным. Чтобы усилить контраст между Землёй живых и Миром мёртвых, аниматоры использовали яркие краски. Поэтому Мир мёртвых получился визуально ярким и красочным местом, а для Санта-Сесилии использовались приглушенные цвета. Также Мир мёртвых — это вертикальный мир башен, контрастирующий с плоским городом Санта-Сесилия.
Команда аниматоров столкнулась с трудностями при создании скелетов. Так как у них нет мышечной системы, продумать их образы было сложнее, чем образы персонажей-людей. Во время работы над скелетами аниматоры лепили персонажей вручную и изучали черепа. Майкл Хонсе, занимающийся моделированием персонажей и артикуляцией, много работал над правильным изображением движений скелетов и рассказывал, что нашел «действительно крутые способы» для их анимации.
Чтобы игра Мигеля на гитаре была реалистичной, специалисты попросили музыкантов прикрепить к своим гитарам GoPro. Движения музыкантов и полученные видео с камеры были взяты за эталон.

### Подбор актёров
Озвучить главного героя Мигеля Риверу посчастливилось Энтони Гонсалесу. Юноша примерно полтора года пробовался на озвучку. На пробах был ещё один ребёнок, которому было 17, однако его голос недавно изменился и Pixar пришлось взять Гонсалеса. Ли Анкрич и директор по кастингу Карла Хул видели сотни таких же мальчишек в США и Мексике, которые желали пройти прослушивание. Бенджамину Брэтту досталась роль музыканта Эрнесто де ла Круса. Своё участие актёр подтвердил во время интервью к фильму «Афера под прикрытием». Брэтт один из первых, кто пополнил каст озвучивания. Мексиканец Гаэль Гарсиа Берналь озвучил Гектора. Анкрич заявил, что Берналь попал в актёрский состав после впечатления сериала «Моцарт в джунглях». Рени Виктор доверили озвучить Бабулиту.
Пресс-релиз с актёрским составом озвучивания, состоящим из Хайме Камилы, Софии Эспиносы, Луиса Вальдеса, Ломбардо Бойяра, Эдварда Джеймса Олмоса, Аланны Юбак, Селене Луны, Альфонсо Арау, Херберта Сигенса, Октавио Солиса, Габриэля Иглесиаса, а также Чича Марина и Бланки Арасели был опубликован в июне 2017 года.

### Саундтрек
На конвенте D23 Expo 2017 стало известно, что Майкл Джаккино поработает над записью саундтрека, а Роберт Лопеc и Кристен Андерсон-Лопес напишут оригинальные песни к картине. Кроме того, соавторами отдельных песен выступят Джермейн Франко и сам Молина. Запись саундтрека началась 14 августа 2017 года. Франко и музыкальный консультант Камило Лара были призваны помочь придумать звуковой ландшафт мира Мигеля. Лара пораньше присоединилась к команде музыкантов, помогая кинорежиссёрам ориентироваться на различные моменты из фильма по всему спектру мексиканской музыки — от жанра кумбии до мариачи. По словам Лары, Pixar записали широкий ряд лучшей мексиканской музыки многих жанров — банда, маримба, мариачи и сон-харочо. Диск с саундтреком издан лейблом Walt Disney Records 10 ноября 2017 года.
Вся музыка написана Кристен Андерсон-Лопес и Робертом Лопесом, Майклом Джаккино, Эдрианом Молиной и Джермейном Франко.
| №                   | Название                           | Исполнитель(и)                                                | Длительность |
| ------------------- | ---------------------------------- | ------------------------------------------------------------- | ------------ |
| 1.                  | «Remember Me» (Ernesto de la Cruz) | Бенджамин Брэтт                                               | 1:49         |
| 2.                  | «Much Needed Advice»               | Бенджамин Брэтт и Антонио Сол                                 | 1:45         |
| 3.                  | «Everyone Knows Juanita»           | Гаэль Гарсиа Берналь                                          | 1:15         |
| 4.                  | «Un Poco Loco»                     | Энтони Гонсалес и Гаэль Гарсиа Берналь                        | 1:52         |
| 5.                  | «Jálale» (Instrumental)            | Mexican Institute of Sound                                    | 2:54         |
| 6.                  | «The World Es Mi Familia»          | Энтони Гонсалес и Антонио Сол                                 | 0:50         |
| 7.                  | «Remember Me» (Колыбельная)        | Гаэль Гарсиа Берналь, Габриела Флорес и Либертад Гарсиа Фонци | 1:09         |
| 8.                  | «La Llorona»                       | Аланна Юбак и Антонио Сол                                     | 2:45         |
| 9.                  | «Remember Me» (Примирение)         | Энтони Гонсалес и Ана Офелиа Мургуйя                          | 1:13         |
| 10.                 | «Proud Corazón»                    | Энтони Гонсалес                                               | 2:03         |
| 11.                 | «Remember Me» (Dúo)                | Мигель feat. Наталия Лафоуркаде                               | 2:44         |
| 12.                 | «Will He Shoemaker»                | Майкл Джаккино                                                | 3:17         |
| 13.                 | «Shrine and Dash»                  | Майкл Джаккино                                                | 1:23         |
| 14.                 | «Miguel's Got an Axe to Find»      | Майкл Джаккино                                                | 1:16         |
| 15.                 | «The Strum of Destiny»             | Майкл Джаккино                                                | 1:10         |
| 16.                 | «It's All Relative»                | Майкл Джаккино                                                | 2:37         |
| 17.                 | «Crossing the Marigold Bridge»     | Майкл Джаккино                                                | 1:48         |
| 18.                 | «Dept. of Family Reunions»         | Майкл Джаккино                                                | 2:44         |
| 19.                 | «The Skeleton Key to Escape»       | Майкл Джаккино                                                | 3:04         |
| 20.                 | «The Newbie Skeleton Walk»         | Майкл Джаккино                                                | 1:07         |
| 21.                 | «Adios Chicharron»                 | Майкл Джаккино                                                | 1:45         |
| 22.                 | «Plaza de la Cruz»                 | Майкл Джаккино                                                | 0:21         |
| 23.                 | «Family Doubtings»                 | Майкл Джаккино                                                | 2:23         |
| 24.                 | «Taking Sides»                     | Майкл Джаккино                                                | 0:56         |
| 25.                 | «Fiesta Espectacular»              | Майкл Джаккино                                                | 0:55         |
| 26.                 | «Fiesta con de la Cruz»            | Майкл Джаккино                                                | 2:33         |
| 27.                 | «I Have a Great-Great-Grandson»    | Майкл Джаккино                                                | 1:14         |
| 28.                 | «A Blessing and a Fessing»         | Майкл Джаккино                                                | 4:44         |
| 29.                 | «Cave Dwelling on the Past»        | Майкл Джаккино                                                | 2:22         |
| 30.                 | «Somos Familia»                    | Майкл Джаккино                                                | 2:21         |
| 31.                 | «Reunion Familiar de Rivera»       | Майкл Джаккино                                                | 3:03         |
| 32.                 | «A Family Dysfunction»             | Майкл Джаккино                                                | 2:00         |
| 33.                 | «Grabbing a Photo Opportunity»     | Майкл Джаккино                                                | 1:46         |
| 34.                 | «The Show Must Go On»              | Майкл Джаккино                                                | 2:31         |
| 35.                 | «For Whom the Bell Tolls»          | Майкл Джаккино                                                | 2:01         |
| 36.                 | «A Run for the Ages»               | Майкл Джаккино                                                | 1:50         |
| 37.                 | «One Year Later»                   | Майкл Джаккино                                                | 1:00         |
| 38.                 | «Coco - Dia de los Muertos Suite»  | Майкл Джаккино                                                | 5:47         |
| Общая длительность: | Общая длительность:                | Общая длительность:                                           | 1:18:40      |

#### Локализованный русскоязычный саундтрек
На русский язык переведены и исполнены треки 1—4 и 6—10.

##### Треклист
| №   | Название                          | Исполнитель                          | Длительность |
| --- | --------------------------------- | ------------------------------------ | ------------ |
| 1.  | «Не забывай» (Ernesto de la Cruz) | Михаил Хрусталёв                     | 1:49         |
| 2.  | «А сердце поет»                   | Михаил Хрусталёв                     | 1:45         |
| 3.  | «Хуанита»                         | Виктор Киричёк                       | 1:15         |
| 4.  | «Песня безумца»                   | Лев Кошкаров и Виктор Киричёк        | 1:52         |
| 5.  | «Jálale (Instrumental)»           | Mexican Institute of Sound           | 2:54         |
| 6.  | «Счастливая семья»                | Михаил Хрусталёв и Лев Кошкаров      | 0:50         |
| 7.  | «Не забывай (Колыбельная)»        | Виктор Киричёк и Станислава Иващенко | 1:09         |
| 8.  | «Красотка»                        | Елена Шульман и Михаил Хрусталёв     | 2:45         |
| 9.  | «Не забывай (Примирение)»         | Лев Кошкаров и Елена Ставрогина      | 1:13         |
| 10. | «Моё сердце»                      | Лев Кошкаров                         | 2:03         |
| 11. | «Remember Me (Dúo)»               | Мигель при уч. Наталии Лафуркаде     | 2:44         |

## Прокат
Премьера картины состоялась 20 октября 2017 года на международном кинофестивале в Морелии. «Тайна Коко» вышла в прокат в США и Канаде 22 ноября 2017 года, за день до празднования Дня благодарения и спустя три недели после празднования Дня мёртвых, в Великобритании — 8 декабря, в России — 23 ноября. Мультфильм вышел на переполненном рынке. Ему предшествовал фильм «Тор: Рагнарёк», «Лига справедливости», «Звёздные войны: Последние джедаи». Является одним из трёх проектов Disney, который вышел в ноябре—декабре. Является вторым мультфильмом студий Pixar после «Тачек 3» в 2017 году, что делает 2017 год вторым годом, где Pixar выпускает два фильма после 2015 года (с «Головоломкой» и «Хорошим динозавром»).

### Маркетинг
В декабре 2013 года был опубликован первый концепт-арт. Первый тизер-трейлер вышел 15 марта 2017 года, за два дня до мировой премьеры фильма «Красавица и чудовище». Тизер-трейлер представил зрителям основную концепцию фильма, подчеркнув, что он сосредоточен на музыке. Скотт Мендельсон из журнала Forbes похвалил трейлер как «потрясающую продажу старой Pixar от Pixar, в основном состоящую из одной последовательности и предлагающей лишь самый маленький намёк на то, что должно произойти». Темы и образы мультфильма сравнивали с другим анимационным фильмом, у которого сюжет тоже сосредотачивался на Дне мёртвых, под названием «Книга жизни» (2014). Однако, Марисса Мартинелли из Slate отметила, что сюжет фильма, а также главный герой, загипнотизированный покойной фигурой, больше похож на другой мультфильм Pixar, «Рататуй» (2007), сравнивая персонажа Мигеля с ролью крысы Реми. Она также обратила внимание на сцену, в которой Мигель проходит через живого человека и понимает, что он больше не находится в привычном мире: эта сцена сделана в той же манере, что и в аниме «Унесённые призраками» (2001). 29 марта 2017 года в интернете был опубликован двухминутный короткометражный фильм под названием «Обед Данте: Короткий хвост», который представляет нам мексиканскую голую собаку по кличке Данте. Эта короткометражка была создана в начале съёмок анимации Анкричем и его командой.

## Зрительский взгляд

### Рейтинги
На сайте Rotten Tomatoes рейтинг мультфильма составляет 97 % со средним рейтингом 8,3 из 10 на основе 276 отзывов, из которых 268 — положительные, а оставшиеся 8 — отрицательные. На Metacritic фильм имеет средневзвешенный балл 81 из 100, основанный на 48 отзывах, что указывает на «всеобщее признание».
Обозреватель Sputnik Евгений Казарцев назвал «Тайну Коко» очередным шедевром Disney и Pixar. По мнению кинокритика Антона Долина, мультфильм оказался «сложнее и глубже, чем казался изначально». На портале «Интерфакс» отметили, что «Тайна Коко» делает зрителей человечнее.

## Награды и номинации
- 2017 — премия Национального совета кинокритиков США за лучший анимационный фильм.
- 2018 — две премии «Оскар»: лучший анимационный фильм (Ли Анкрич, Дарла К. Андерсон), лучшая песня к фильму («Remember Me», музыка и слова Кристен Андерсон-Лопес и Роберта Лопеса).
- 2018 — премия «Золотой глобус» за лучший анимационный фильм, а также номинация за лучшую песню к фильму («Remember Me», музыка и слова Кристен Андерсон-Лопес и Роберта Лопеса).
- 2018 — премия BAFTA за лучший анимационный фильм (Ли Анкрич, Дарла К. Андерсон).
- 2018 — 11 премий «Энни»: лучший анимационный полнометражный фильм, лучшая режиссура анимационного фильма (Ли Анкрич, Эдриан Молина), лучший сценарий анимационного фильма (Эдриан Молина, Мэттью Олдрич), лучшие анимационные эффекты (Шон Галинак и другие), лучшая анимация персонажа (Джон Чун Чу Ли), лучший дизайн персонажей (Дэниэл Ариага и другие), лучшая музыка (Майкл Джаккино и другие), лучшая раскадровка (Дин Келли), лучшая озвучка (Энтони Гонсалес), лучший монтаж (Стив Блум и другие), лучшая работа художника-постановщика (Харли Джессап и другие).
- 2018 — две премии «Сатурн»: лучший анимационный фильм, лучшая музыка (Майкл Джаккино).
- 2018 — премия Американского общества специалистов по кастингу за лучший кастинг для анимационного фильма (Кевин Рехер, Натали Лайон, Карла Хул).
- 2018 — премия «Спутник» за лучший анимационный фильм, а также номинация за лучший звук.

## Продолжение
В марте 2025 года председатель совета директоров компании Disney Боб Айгер объявил о том, что продолжение мультфильма под названием Тайна Коко 2 находится в разработке, и его выпуск намечен на 2029 год. Анкрич и Молина вернутся в качестве режиссёра и сорежиссёра соответственно, а Майк Нилсен выступит в качестве продюсера.

## Комментарии
1. ↑  Оригинальное название — «Коко» (англ. Coco), однако в российском прокате фильм вышел под названием «Тайна Коко».